# Nannie Helen Burroughs
Nannie Helen Burroughs (Orange, 2 de maio de 1879 – Washington D.C, 20 de maio de 1961) foi uma educadora, oradora, líder religiosa, ativista dos direitos civis, feminista e empresária nos Estados Unidos. Seu discurso "Como as irmãs são impedidas de ajudar", em 1900, na Convenção Batista Nacional de Virgínia ganhou instantaneamente sua fama e reconhecimento. Em 1909, ela fundou a Escola Nacional de Treinamento para Mulheres e Meninas em Washington. O objetivo de Burroughs estava no ponto de interseção entre raça e gênero.
Ela lutou tanto por direitos iguais quanto por oportunidades para as mulheres além dos deveres do trabalho doméstico. Além disso, continuou a trabalhar até sua morte em 1961. Em 1964, foi rebatizado de Nannie Helen Burroughs School em sua homenagem e começou a operar como uma escola primária mista. Construído em 1927–1928, seu Trades Hall tem uma designação de Marco Histórico Nacional.

## Primeiros anos e educação
Nannie H. Burroughs nasceu em 2 de maio de 1879, em Orange, Virgínia. Ela é considerada a mais velha das filhas de John e Jennie Burroughs. Quando tinha cinco anos, as irmãs mais novas de Nannie morreram e seu pai, que era fazendeiro e pregador batista, faleceu alguns anos depois. John e Jennie Burroughs já haviam sido escravizados.
Os pais de Nannie tinham habilidades e capacidades que os permitiram começar a prosperar quando a guerra terminou e os libertou. Ela tinha um avô conhecido como Lija, o carpinteiro, na época da escravidão, que era capaz de comprar sua saída para a liberdade.
Em 1883, Burroughs e sua mãe se mudaram para Washington D.C, e ficaram com Cordelia Mercer, tia de Nannie Burroughs e irmã mais velha de Jennie Burroughs. Em DC, havia melhores oportunidades de emprego e educação. Burroughs frequentou a Escola Secundária M Street. Foi aqui que ela organizou Harriet Beecher Stowe Literary Society, e estudou negócios e ciências domésticas. Foi lá que conheceu suas referências Anna J. Cooper e Mary Church Terrell, que eram ativas no movimento sufragista e nos direitos civis.
Ao se formar na Escola Secundária M Street com muitas honrarias em 1896, Burroughs procurou trabalho como professora de ciências domésticas nas Escolas Públicas do Distrito de Columbia, mas não conseguiu encontrar um emprego. Embora não esteja documentado que ela foi explicitamente informada, Burroughs foi recusada ao cargo com a implicação de que sua de pele era muito escura — eles preferiam professores negros de pele mais clara. Sua cor de pele e status social a impediram de assumir o cargo para o qual foi escolhida. Burroughs disse que "o dado foi lançado [para] derrotar e ignorar ambos até a morte". Esse zelo abriu as portas da profissão para mulheres negras de baixa renda e condição social. Foi isso que levou Burroughs a criar uma escola de treinamento para mulheres e meninas.

## Carreira

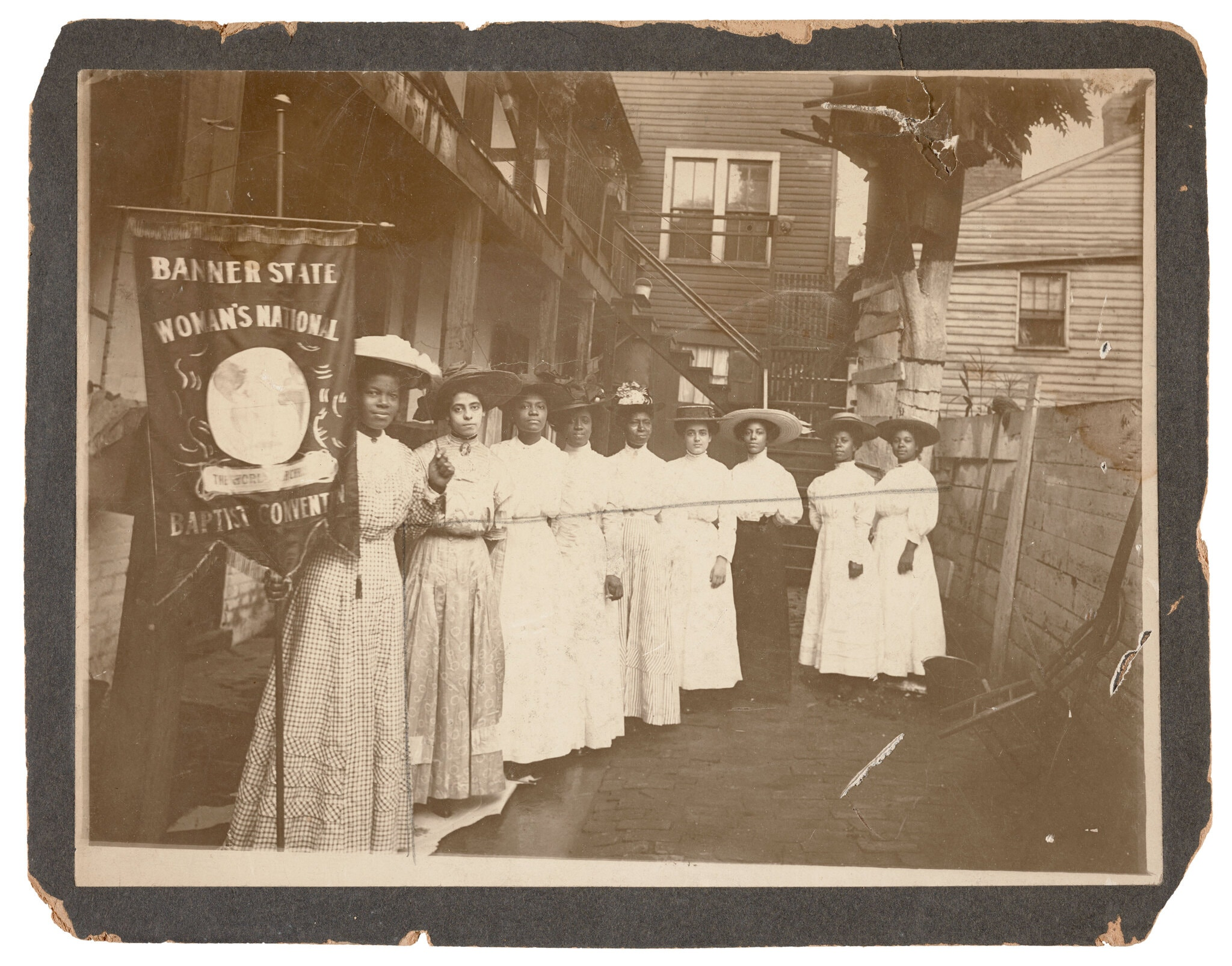
Nannie Burroughs segurando a bandeira da Convenção Batista Nacional Feminina

Entre os anos de 1898 a 1909, Burroughs trabalhou em Louisville, em Kentucky, como secretária editorial e contadora do Conselho de Missões Estrangeiras da Convenção Batista Nacional. Em seu tempo em Louisville, o Clube Industrial Feminino havia se formado. Aqui elas realizaram cursos domésticos de ciências e administração. Uma das fundadoras da Convenção das Mulheres foi Nannie Burroughs, fornecendo ajuda adicional à Convenção Batista Nacional e trabalhando durante o período de 1900 a 1947: quase meio século. Ela foi presidente por 13 anos na Convenção das Mulheres.
Esta convenção teve a maior forma [frequência?] de afro-americanos já vista, e a ajuda desta convenção foi muito importante para grupos religiosos negros, graças à Associação Nacional de Mulheres de Cor (abreviado do inglês: NACW), que formou-se em 1896, a maior das três e incluindo mais de 100 clubes femininos locais. Por causa de sua contribuição para o NACW, a Associação Nacional de Assalariados foi fundada para chamar a atenção do público para o dilema das mulheres afro-americanas.
Burroughs foi presidente, assim como outras mulheres conhecidas do movimento, como a vice-presidente Mary McLeod Bethune e a tesoureira Maggie Lena Walker. Essas mulheres colocaram mais ênfase em fóruns educacionais de interesse público do que em atividades sindicais. As outras associações de Burroughs incluíam Ladies' Union Band, Saint Lukes, Saturday Evening e Daughters of the Round Table Clubs. Burroughs também participou ativamente da Associação Nacional para o Avanço das Pessoas de Cor (abreviado do inglês: NAACP).
Em 1928, Burroughs estava trabalhando no sistema. Ela foi nomeada presidente do comitê pela administração de Herbert Hoover, que estava associada à habitação negra, para a Conferência da Casa Branca de Construção e Propriedade de Casas de 1931, direto do crash da bolsa de valores de 1929, assim que a Grande Depressão começou. Burroughs falou na União Missionária das Mulheres da Virgínia, em Richmond, com o discurso "Como mulheres brancas e de cor podem cooperar na construção de uma civilização cristã". em 1933.
Burroughs também já publicou obras como dramaturga. Na década de 1920, ela escreveu The Slabtown District Convention e Where is My Wandering Boy Tonight?, ambas peças de um ato para grupos teatrais religiosos amadores. A popularidade do Slabtown cômico e satírico exigiu várias impressões ao longo do século seguinte, embora às vezes o texto seja atualizado conforme necessário por produções sucessivas.

## Escola de formação e elevação racial
Burroughs abriu a Escola Nacional de Treinamento em 1908. Nos primeiros anos de funcionamento, a escola oferecia aulas noturnas para mulheres que não tinham outro meio de estudar. As aulas foram ministradas pela própria Burroughs. Eram 31 alunos que frequentavam regularmente suas aulas; porém, com o passar do tempo, e devido ao alto nível de ensino, a escola passou a atrair mais alunos. A escola foi fundada em uma pequena casa de fazenda que acabou atraindo mulheres de todo o país.
Durante os primeiros quarenta anos do século XX, jovens mulheres afro-americanas estavam sendo preparadas pela Escola Nacional de Treinamento para "elevar a raça" e obter um meio de subsistência. A ênfase da escola era "os três B's: a Bíblia, o banho e a vassoura". Burroughs criou seu próprio curso de história dedicado a informar as mulheres sobre a sociedade que influencia os negros na história. Como esse não era um tópico discutido no currículo histórico regular, Burroughs achou necessário ensinar as mulheres afro-americanas a se orgulharem de sua raça.
Com a incorporação da educação industrial ao treinamento em moralidade, religião e limpeza, Nannie Helen Burroughs e sua equipe precisavam resolver um conflito central para muitas mulheres afro-americanas. "Trabalhadora assalariada" era seu principal papel nas ocupações de serviço do gueto, bem como seu maior modelo como guardiões da "raça" da comunidade. A cultura dominante da imagem imoral dos afro-americanos teve que ser desafiada pela Escola Nacional de Treinamento, treinando mulheres afro-americanas desde tenra idade para se tornarem trabalhadoras assalariadas eficientes, bem como ativistas comunitárias, reforçando o ideal de respeitabilidade, como extremamente importante para "ascensão racial".
Orgulho racial, respeitabilidade e ética de trabalho foram fatores-chave no treinamento oferecido pela Escola Nacional de Treinamento e na ideologia de elevação racial. Essas qualidades eram vistas como extremamente importantes para o sucesso das mulheres afro-americanas como arrecadadoras de fundos, trabalhadoras assalariadas e "mulheres de raça". Tudo isso reunido na escola traria mulheres afro-americanas para o trabalho da esfera pública, incluindo política, ajuda racial edificante e a esfera doméstica expandida. Ao entender a ideologia de elevação de sua natureza popular, Burroughs a usou para promover sua escola. Muitos discordaram de Burroughs ensinar habilidades às mulheres que não se aplicavam diretamente ao trabalho doméstico. Mesmo assim, os alunos continuaram chegando e a escola continuou.

## Morte e legado

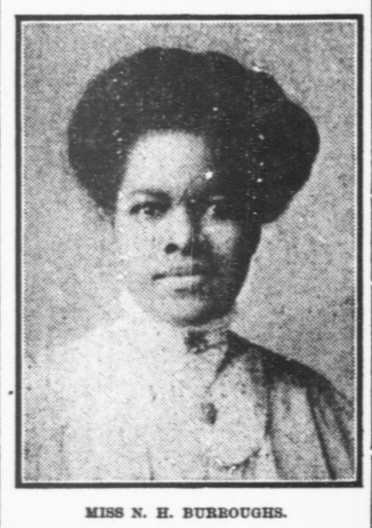
Nannie Burroughs, 1913.

Em 20 de maio de 1961, foi encontrada morta em Washington DC de causas naturais. Ela havia morrido sozinha; nunca se casou porque dedicou a vida à Escola Nacional de Comércio e Profissional. Ela foi enterrada na Igreja Batista da Rua Dezenove, da qual era membro.
Três anos após sua morte, a instituição foi rebatizada de Escola Nannie Burroughs e assim permaneceu desde então. Embora mais de 50 anos tenham se passado desde sua morte, sua história e legado continuam a motivar as mulheres afro-americanas modernas. A Divisão de Manuscritos da Biblioteca do Congresso detém 110 100 itens em seus papéis.
- Em 1907, ela recebeu um mestrado honorário da Eckstein Norton University, uma faculdade historicamente negra em Cane Spring, Bullitt County, Kentucky. (Fundiu-se com a Universidade Simpson em 1912);[21]
- Em 1964, a escola que Burroughs fundou em 1909 como Escola Nacional de Treinamento para Mulheres e Meninas em Washington, DC, foi rebatizada de Escola Nannie Helen Burroughs em sua homenagem. Seu Trades Hall foi designado como um marco histórico nacional;[21]
- Em 1975, o prefeito Walter E. Washington declarou 10 de maio como o Dia de Nannie Helen Burroughs.
- Nannie Helen Burroughs Avenue NE, uma rua no bairro de Deanwood em Washington, DC, leva o nome dela;[21]
- Em 1997, o Projeto Nacional de História da Mulher homenageou Burroughs durante o Mês da História da Mulher.[22]